# Магдала (Германия)
Магдала (нем. Magdala) — город в Германии, в земле Тюрингия. 
Входит в состав района Веймар. Подчиняется управлению Меллинген.  Население составляет 1978 человек (на 31 декабря 2010 года). Занимает площадь 20,53 км². Официальный код  —  16 0 71 053.